# IC 3100
IC 3100 је елиптична галаксија у сазвјежђу Дјевица која се налази на листи објеката дубоког неба у Индекс каталогу.
Деклинација објекта је + 12° 17' 22" а ректасцензија 12h 17m 5,3s. Привидна величина (магнитуда) објекта IC 3100 износи 13,8 а фотографска магнитуда 14,8. IC 3100 је још познат и под ознакама UGC 7312, CGCG 69-125, VCC 218, PGC 39381.